# Oplismenus compositus
Oplismène composé
Espèce
Statut de conservation UICN

 LC  : Préoccupation mineure
L'Oplismène composé (Oplismenus compositus) est une espèce de plantes de la famille des Poacées.